# Virtus unita fortior
Virtus unita fortior - talvolta: virtus unita fortior agit - è una locuzione in lingua latina derivata dalla saggezza popolare. Il suo significato in lingua italiana può essere restituito con: nell'unità la virtù assume maggiore forza. 
La frase - che è adottata come motto ufficiale dai paesi di Angola e Andorra - è similare, ed ugualmente diretta, all'omologa Viribus unitis (pressappoco uniti nella forza). 
Al pari della simile Vis unita fortior (motto della città di Lamezia Terme) viene adottata da diversi enti, organismi e associazioni.
Carlo Goldoni la inserisce nella sua commedia Il raggiratore, data a Venezia per il Carnevale del 1756. 
Nel dialogo della quinta scena fra il Dottore Melanzana e il Conte Nestore, all'osservazione di quest'ultimo secondo cui con due ragioni alla mano, avrebbesi più agevole la difesa, il Dottore replica: Certamente virtus unita fortior.